# Сан Хавиер (департамент)
Сан Хавиер е департамент в Аржентина, разположен в провинция Санта Фе с обща площ 6929 км2 и население 29 912 души (2001). Главен град е Сан Хавиер.

## Административно деление
Департаментът е съставен от 6 общини.